# 艾瑞達尼亞湖
埃里达尼亚湖（Eridania Lake）是一座理论上曾存在过的火星古湖泊，面积约110万平方公里。它位于马丁谷溢出河道的源头，并延伸至埃里达尼亚区和法厄同区。随着厄里达尼亚湖在诺亚纪晚期的逐渐干涸，它分裂成一系列较小的湖泊。

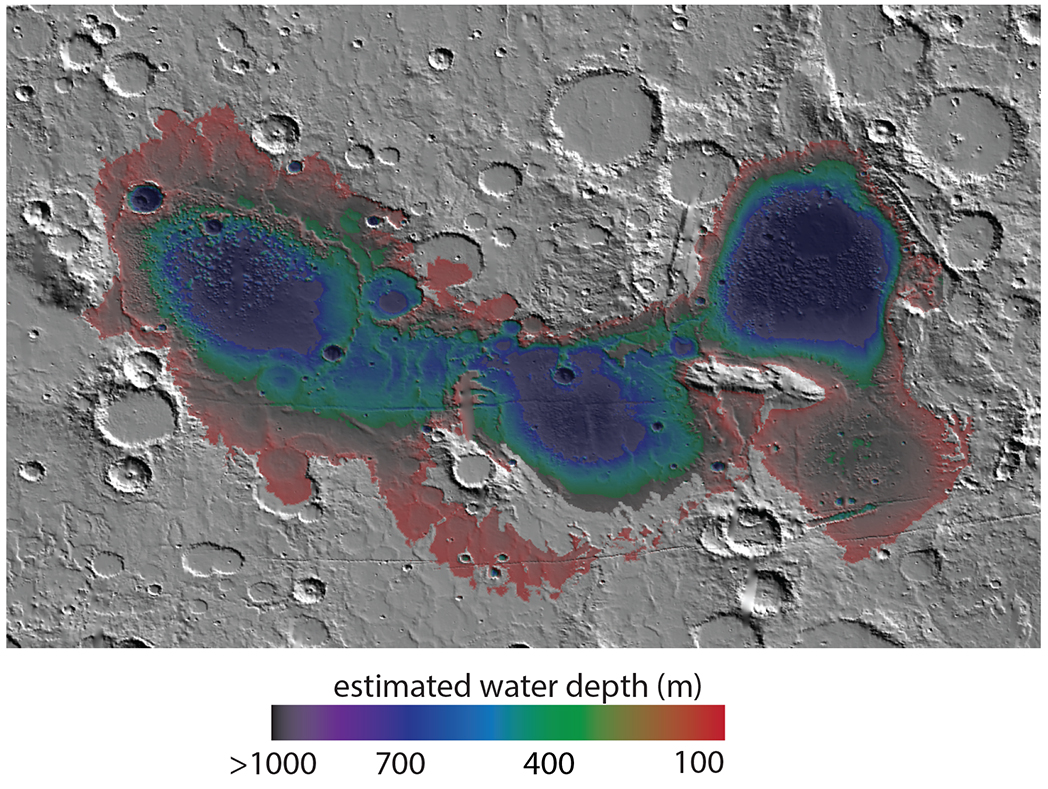
显示了埃里达尼亚湖不同区域估测水深的地图，该地图大约有850公里（530英里）宽。
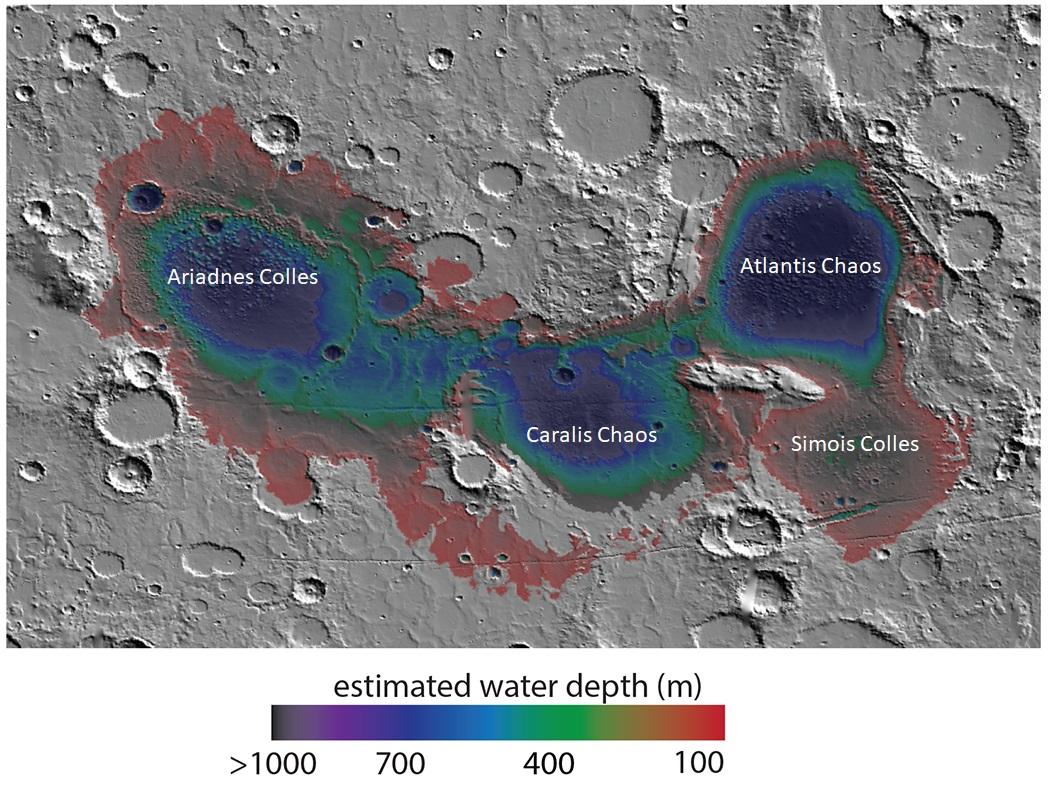
标注出的埃里达尼亚湖周围的特征。

后来的火星专用小型侦察影像频谱仪(CRISM)发现了厚度超过400米的厚厚沉积物层，所包含的矿物质有皂石（saponite）、滑石皂石（talc-saponite）、富铁云母 （如海绿石-绿脱石）、铁和镁质蛇纹石、碳酸镁-铁-钙及硫化铁。硫化铁可能形成于被火山喷发加热的深水中，这种被归类为热液的过程可能是生命开始的地方。 

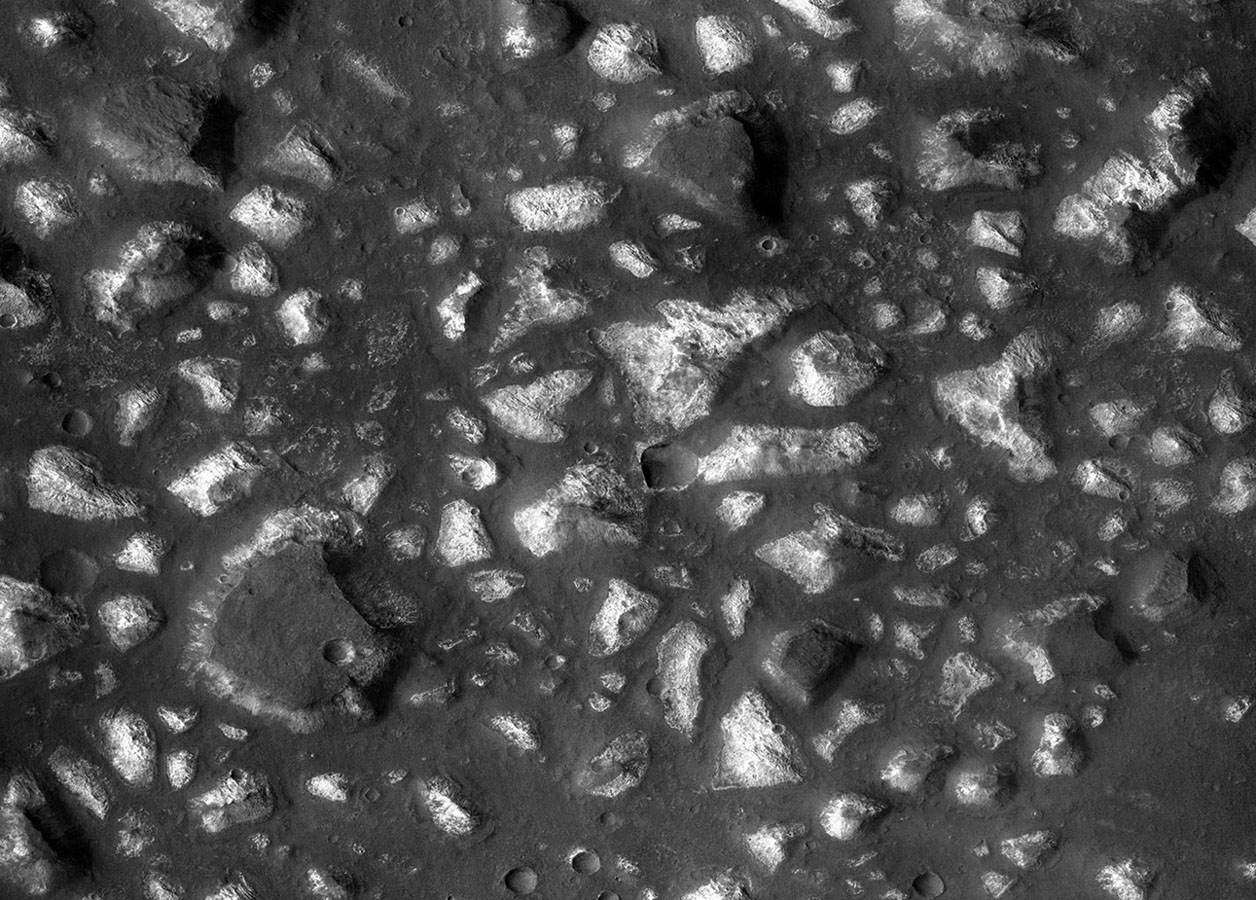
来自埃里达尼亚湖底深水盆地的沉积物。地表上存在的桌山因受到深水/冰盖的保护而免受强烈侵蚀。火星专用小型侦察影像频谱仪的测量表明，矿物可能来自湖底热液矿床，生命有可能起源于这片湖泊。
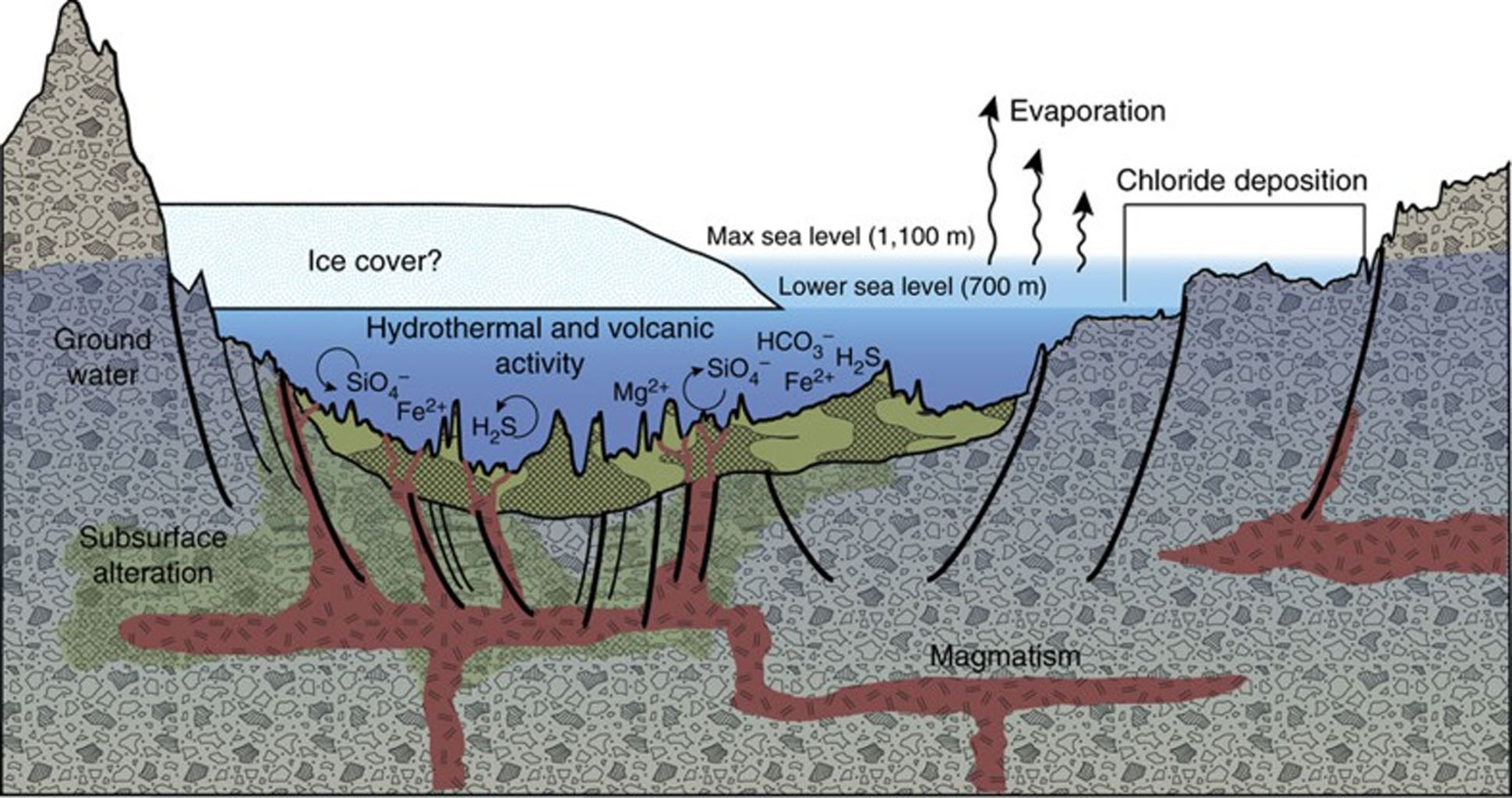
图中显示了火山活动如何导致埃里达尼亚湖底矿物的堆积，氯化物通过蒸发沿湖岸线沉积。

## 另请查看
- 火星专用小型侦察影像频谱仪
- 埃里达尼亚区
- 火星湖泊
- 火星水文